# 7122 Iwasaki
7122 Iwasaki este un asteroid din centura principală de asteroizi.

## Descriere
7122 Iwasaki este un asteroid din centura principală de asteroizi. A fost descoperit pe 12 martie 1989 la Kitami de Kin Endate și Kazuro Watanabe. El prezintă o orbită caracterizată de o semiaxă mare de 2,18 ua, o excentricitate de 0,18 și o înclinație de 1,6° în raport cu ecliptica.